# 静止
| ウィキペディアには「静止」という見出しの百科事典記事はありません（タイトルに「静止」を含むページの一覧/「静止」で始まるページの一覧）。 代わりにウィクショナリーのページ「静止」が役に立つかもしれません。 |